# قلعه کلاته باقرخان
قلعه کلاته باقرخان مربوط به اواخر دوره صفوی تا اواخر دوره قاجار است و در شهرستان درمیان، روستای سرو واقع شده و این اثر در تاریخ ۱۰ خرداد ۱۳۸۲ با شمارهٔ ثبت ۸۹۳۷ به‌عنوان یکی از آثار ملی ایران به ثبت رسیده است.